# Ornette on Tenor
《Ornette on Tener》는 1962년 애틀랜틱 레코드에서 발매된 미국의 재즈 작곡가이자 색소폰 연주자 오넷 콜먼의 여덟 번째 음반으로, 그의 여섯 번째이자 레이블에서의 마지막 음반이다. 콜먼이 평소 알토 색소폰 대신 테너 색소폰을 연주하고, 존 콜트레인 콰르텟에 합류하기 전 베이시스트 지미 게리슨이 등장한다. 이 음반은 1950년대에 시작된 콜먼 콰르텟의 마지막 음반이 될 것이다. 녹음 세션은 1961년 3월 22일과 27일에 뉴욕의 애틀랜틱 스튜디오에서 열렸다. 3월 27일 세션의 한 부분인 〈Harlem's Manhattan〉은 1970년 컴필레이션 음반 《The Art of the Improvisers》에 등장할 것이다.

## 평가
| 전문가 평가                          | 전문가 평가 |
| 평가 점수                            | 평가 점수   |
| 출처                                 | 점수        |
| ------------------------------------ | ----------- |
| Down Beat                            | [ 2 ]       |
| AllMusic                             | [ 3 ]       |
| The Penguin Guide to Jazz Recordings | [ 4 ]       |
| Tom Hull                             | B+          |

《다운비트》 잡지 평론가 하비 피카는 1963년 1월 3일 자신의 별 다섯 개 리뷰에서 이 음반에 대해 "콜먼은 이 음반으로 또 다른 큰 성공을 거두었다. 대부분의 공간이 즉흥 연주에 할애되지만, 자극적인 구성도 여럿 있다."
스티브 휴이의 올뮤직 리뷰는 이 음반에 별 3개를 주면서 "아마도 이 음반은 그의 가장 덜 놀라운 애틀랜틱일 것이며, 이전 음반들만큼 혁명적이거나 기억에 남지는 않지만, 여전히 그 시대를 훨씬 앞서가고 있다. 《Ornette on Tenor》가 전작의 경계를 산산조각 내는 영향을 미치지 못한다는 사실에 약간 실망하지 않는 것은 어려운 일이지만, 다시 말하지만, 매번 혁명을 기대하는 것은 아마도 너무 많은 것을 요구하는 것일 것이다."

## 곡 목록
모든 곡들은 오넷 콜먼에 의해 작곡하였다.
| #  | 제목               | 재생 시간 |
| -- | ------------------ | --------- |
| 1. | 〈Cross Breeding〉 | 11:17     |
| 2. | 〈Mapa〉           | 9:05      |

| #  | 제목       | 재생 시간 |
| -- | ---------- | --------- |
| 1. | 〈Enfant〉 | 6:27      |
| 2. | 〈Eos〉    | 6:35      |
| 3. | 〈Ecars〉  | 7:34      |